# Geranomyia tanytrichiata
Geranomyia tanytrichiata là một loài ruồi trong họ Limoniidae. Chúng phân bố ở miền Australasia.